# امانوئله بومبینی
امانوئله بومبینی (ایتالیایی: Emanuele Bombini؛ زادهٔ ۲ ژوئیهٔ ۱۹۵۹ ‏(۶۵ سال)) دوچرخه‌سوار اهل ایتالیا است.